# Strada statale 169 di Genzano
La strada statale 169 di Genzano (SS 169), ora strada provinciale ex SS 169 di Genzano (SP ex SS 169) in parte della Basilicata e strada provinciale 11 di Genzano (SP 11) in Puglia, è una strada statale e provinciale italiana che collega Potenza con la Puglia.

## Storia
La strada statale 169 venne istituita nel 1953 con il seguente percorso: "Innesto con la SS. n. 93 al quadrivio di San Nicola - Oppido Lucano - Genzano di Lucania - Innesto con la SS. n. 168 al bivio Casello del Pino."

## Percorso
La strada ha origine ad un quadrivio con lo svincolo della strada statale 658 Potenza-Melfi e con la ex strada statale 93 Appulo Lucana in località San Nicola, al confine tra i comuni di Potenza, Avigliano e Pietragalla. Proprio verso quest'ultima la strada si dirige, raggiungendone dapprima la località Scalo e poi lo stesso centro abitato. Il tracciato, alquanto tortuoso, procede ancora verso est fino ad Oppido Lucano ed oltre fino all'innesto della strada statale 96 bis Barese.
A questo punto la strada devia nettamente verso nord, superando il fiume Bradano ed arrivando a Genzano di Lucania dalla quale la strada prende il nome. Uscita dal centro abitato la strada procede ancora verso nord fino al confine con la Puglia, in corrispondenza del quale incrocia la strada statale 655 Bradanica. Dopo un paio di chilometri circa il tracciato termina innestandosi sulla ex strada statale 168 di Venosa, non lontano dalla stazione di Spinazzola sulla linea ferroviaria Rocchetta Sant'Antonio–Gioia del Colle.
In seguito al decreto legislativo n. 112 del 1998, dal 2001 la gestione del tratto lucano dal km 28,890 (innesto SS 96 bis) in poi è passata dall'ANAS alla Regione Basilicata che ha provveduto al trasferimento dell'infrastruttura al demanio della Provincia di Potenza; sempre nel 2001 la gestione del tratto pugliese è passata alla Regione Puglia, che ha provveduto al trasferimento dell'infrastruttura al demanio della Provincia di Bari che l'ha classificata come strada provinciale 233 di Genzano (SP 233); con l'istituzione della Provincia di Barletta-Andria-Trani ed il trasferimento dell'arteria al suo demanio, dal 1º giugno 2010 la neo provincia gestisce operativamente il tratto competente.

## Strada statale 169 dir di Genzano
La ex strada statale 169 dir di Genzano (SS 169 dir), era una strada statale italiana che collegava Spinazzola ad Irsina.
Si trattava di una diramazione della SS 169, che all'altezza dell'attraversamento del torrente Basentello, si distaccava seguendone il corso attraverso il territorio comunale di Spinazzola, Genzano di Lucania e Irsina, innestandosi infine sulla strada statale 96 bis Barese nei pressi della stazione di Basentello sulla linea ferroviaria Altamura–Avigliano–Potenza.
Con la creazione di una strada statale a scorrimento veloce che collegasse Foggia e Matera, la strada venne riclassificata come parte della strada statale 655 Bradanica.